# 塞夫顿公园
塞夫顿公园（Sefton Park）是英国利物浦的一个公园，面积235 acre（0.95 km2），被英格兰遗产委员会评为I级。

## 历史

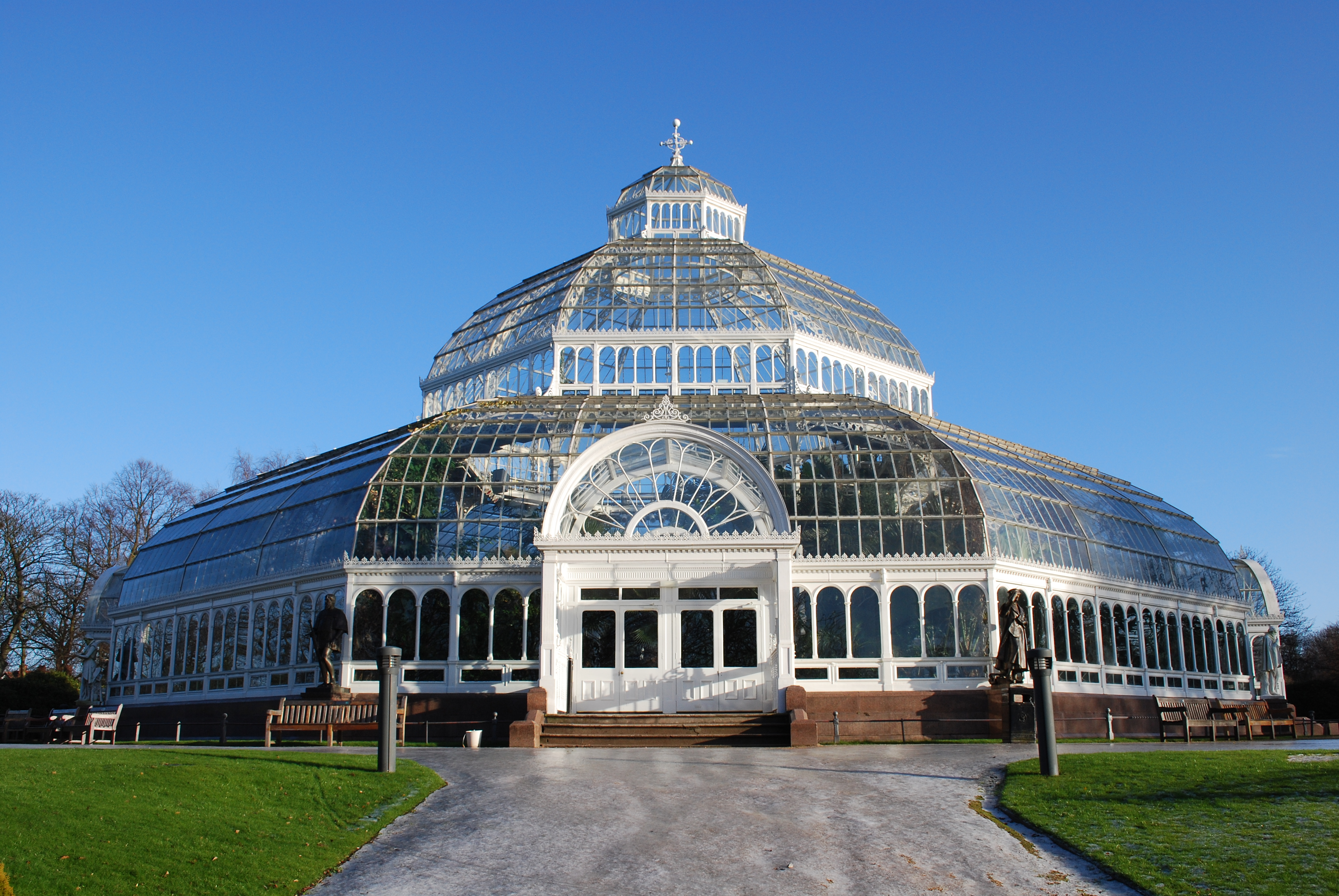
Palm House

塞夫顿公园的土地购自于塞夫顿伯爵。1872年5月20日，阿瑟王子为其揭幕。其外围陆续建起维多利亚住宅和爱德华住宅。它获得“北方海德公园”的绰号。

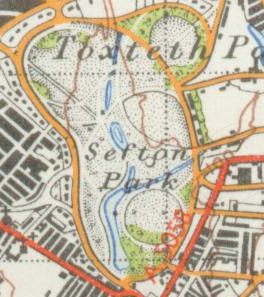

Statues around the Palm House
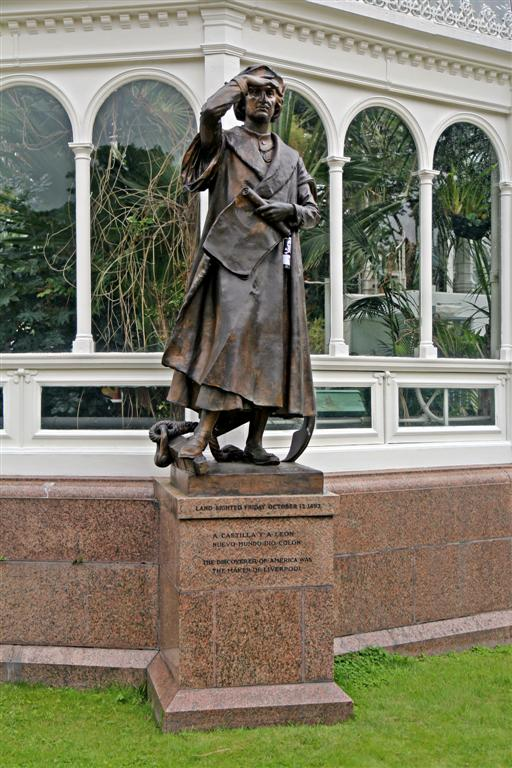
哥伦布
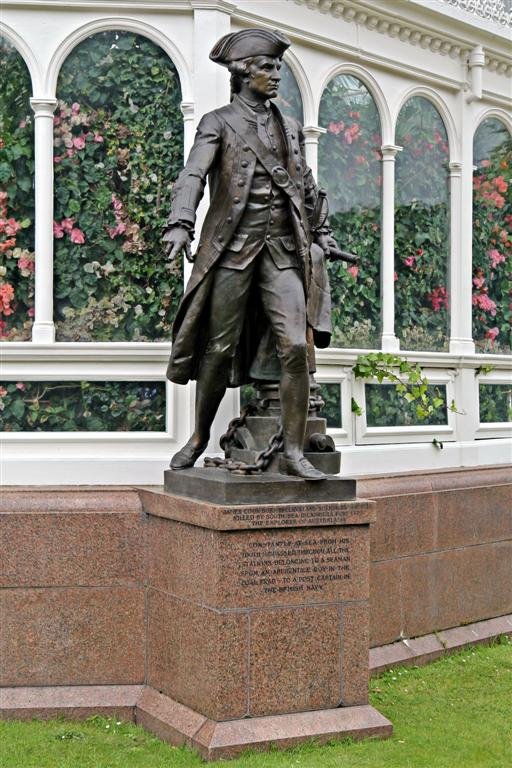
Captain James Cook
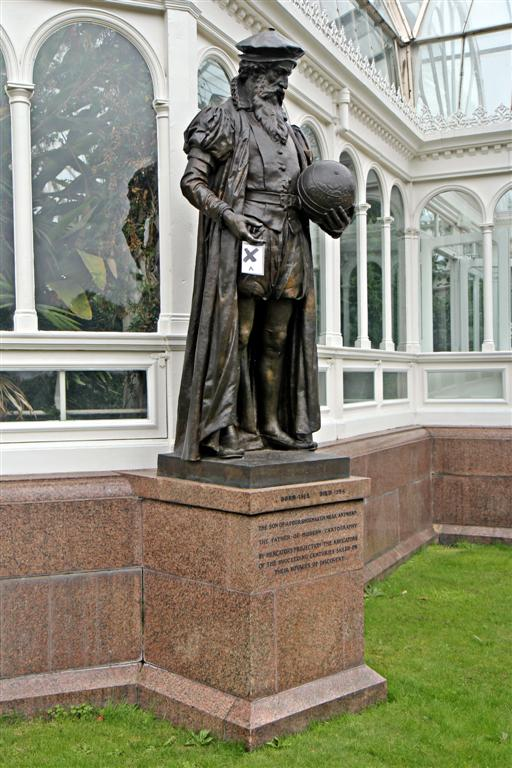
Gerardus Mercator
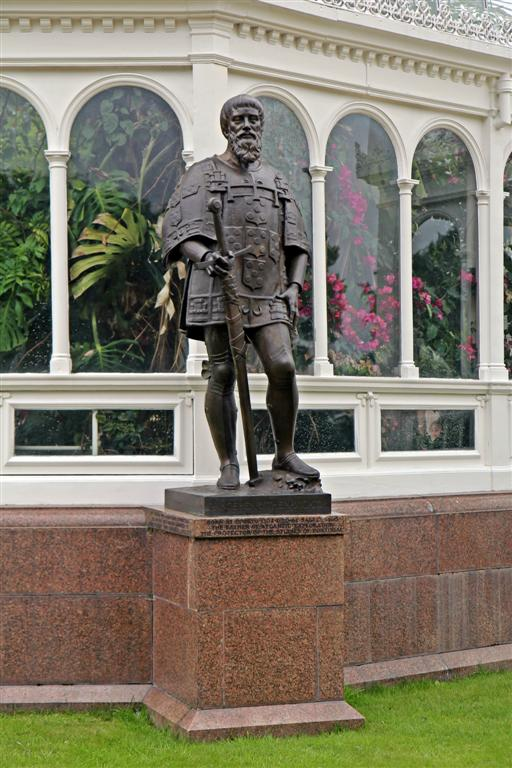
Henry the Navigator
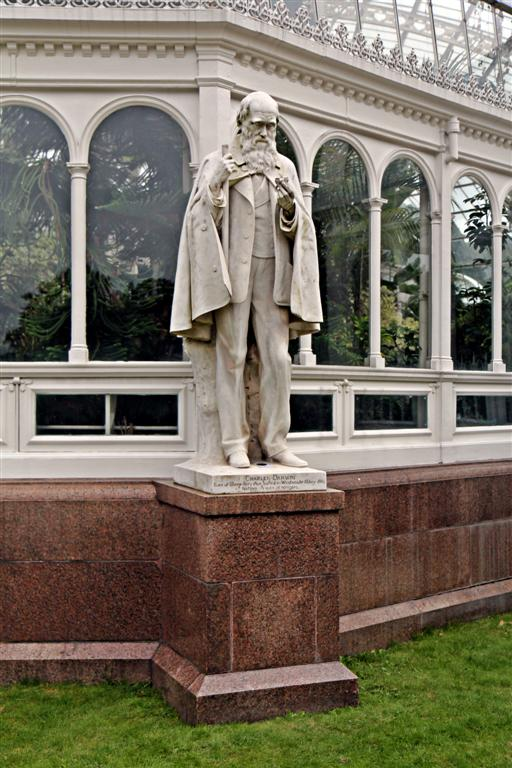
达尔文
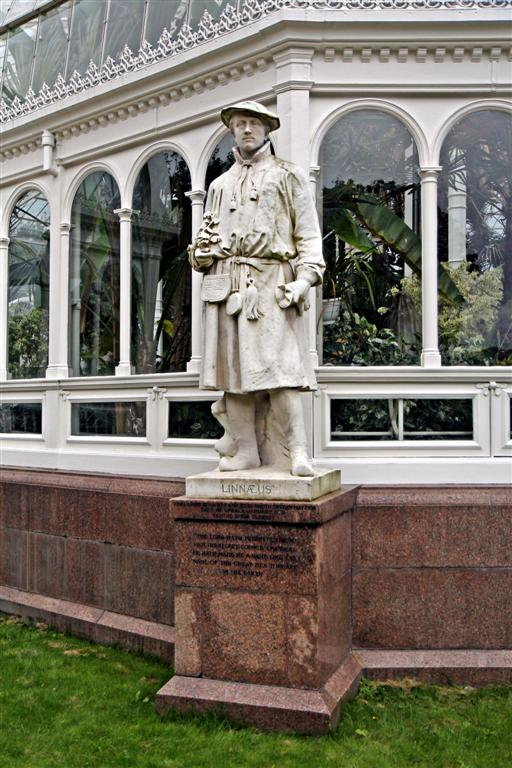
Carl Linnaeus
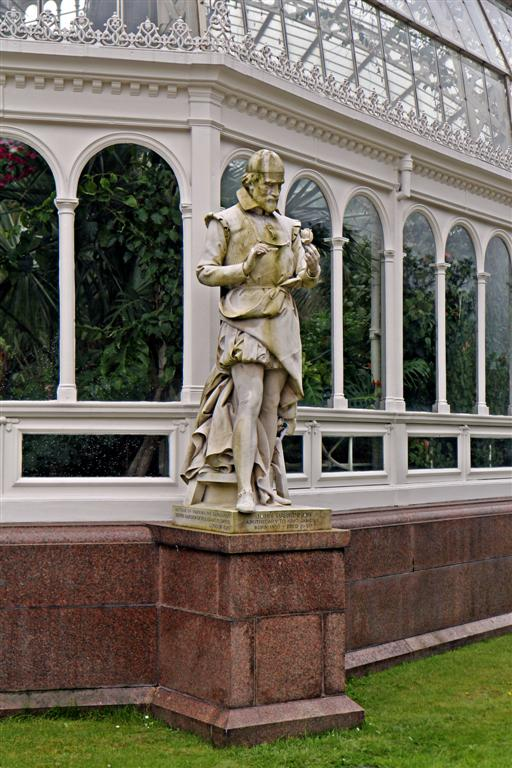
John Parkinson
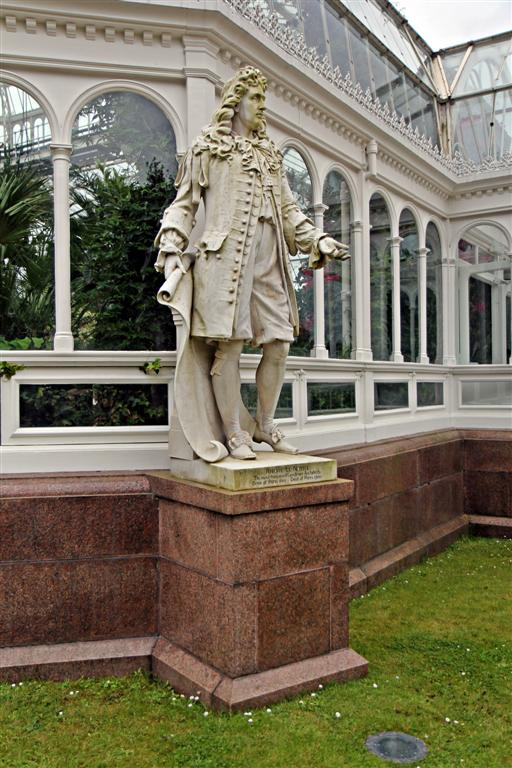
Andre le Notre